# Флаг Сан-Паулу (штат)
Флаг штата Сан-Паулу был учреждён в 1932 году и является одним из символов штата. На флаге изображены 7 чёрных и 6 белых горизонтальных полос, в крыже находится эмблема с картой Бразилии и четырьмя звёздами. Официально тона цветов не установлены.

## История

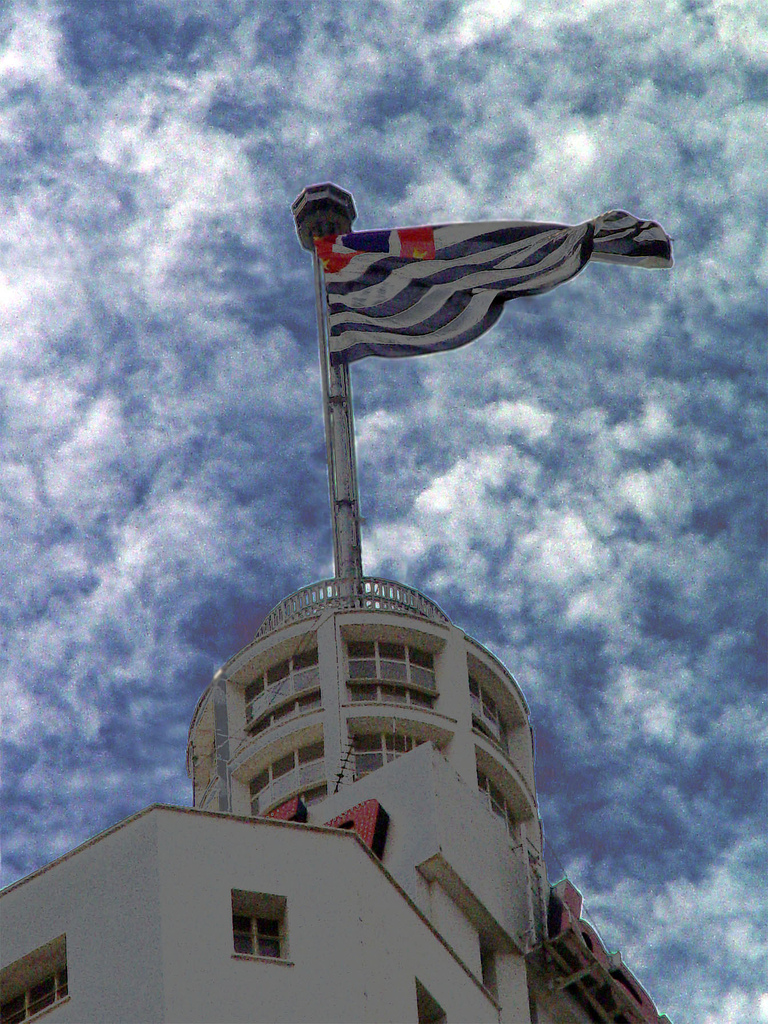
Фото флага.

В последние годы Бразильской империи республиканские пропагандисты создали несколько проектов национального флага, которые будут приняты с появлением нового режима. Это было необходимо для того, чтобы больше ничего не напоминало бы о монархии. Один из проектов республиканского флага в 1888 году опубликовал Жулиу Рибейру, основатель и редактор местного журнала. Его флаг не стал национальным, но начал неофициально использоваться как флаг штата Сан-Паулу. Первоначально на флаге было 15 полос, в 1932 году число полос уменьшили до 13 по эстетическим соображениям.

## Символика
Белый, чёрный и красный цвета олицетворяют жителей штата, относящихся к трём различным расам (потомки португальцев, рабов и местные жители). Синий и белый — исторические цвета Португалии. Четыре звёзды на флаге являются звёздами созвездия Южного креста.
Есть и другая трактовка цветов флага: «В любое время, днём или ночью (черный и белый цвета) люди Сан-Паулу готовы проливать свою кровь (красный кантон) в защиту Бразилии (карта) на все четыре стороны света (четыре звезды)». Это объяснение, которое было написано в законе о принятии флага в 1948 году, а также в официальном заявлении о символике флага, хоть и красивое, но явно не то, что имел виду дизайнер.